# Requeriment previ potestiu
El requeriment previ potestiu és una eina del dret administratiu, que suposa una diligència preliminar en un recurs contenciós administratiu i a Espanya ve regulat per l'article 44 de la Llei 29/1998 de 13 de juliol de Jurisdicció del Contenciós Administratiu pel qual en el litigi entre administracions públiques no es pot interposar recurs administratiu, sinó en via judicial, tot i que l'administració demandada podrà de forma potestativa derogar l'acte administratiu en qüestió.